# Kafil
Kafīl (persiska: کفیل) är en ort i Iran.   Den ligger i provinsen Västazarbaijan, i den nordvästra delen av landet, 700 km nordväst om huvudstaden Teheran. Kafīl ligger 1 757 meter över havet och antalet invånare är 126.
Terrängen runt Kafīl är lite bergig. Runt Kafīl är det ganska tätbefolkat, med 75 invånare per kvadratkilometer. Närmaste större samhälle är Agh Bash, 10,1 km sydväst om Kafīl. Trakten runt Kafīl består i huvudsak av gräsmarker.